# 米莉察·佩亚诺维奇-久里希奇
米莉察·佩亚诺维奇-久里希奇（1959年4月27日—），黑山政治人物。2012年至2016年担任国防部长，是该国首位女性国防部长。

## 生平

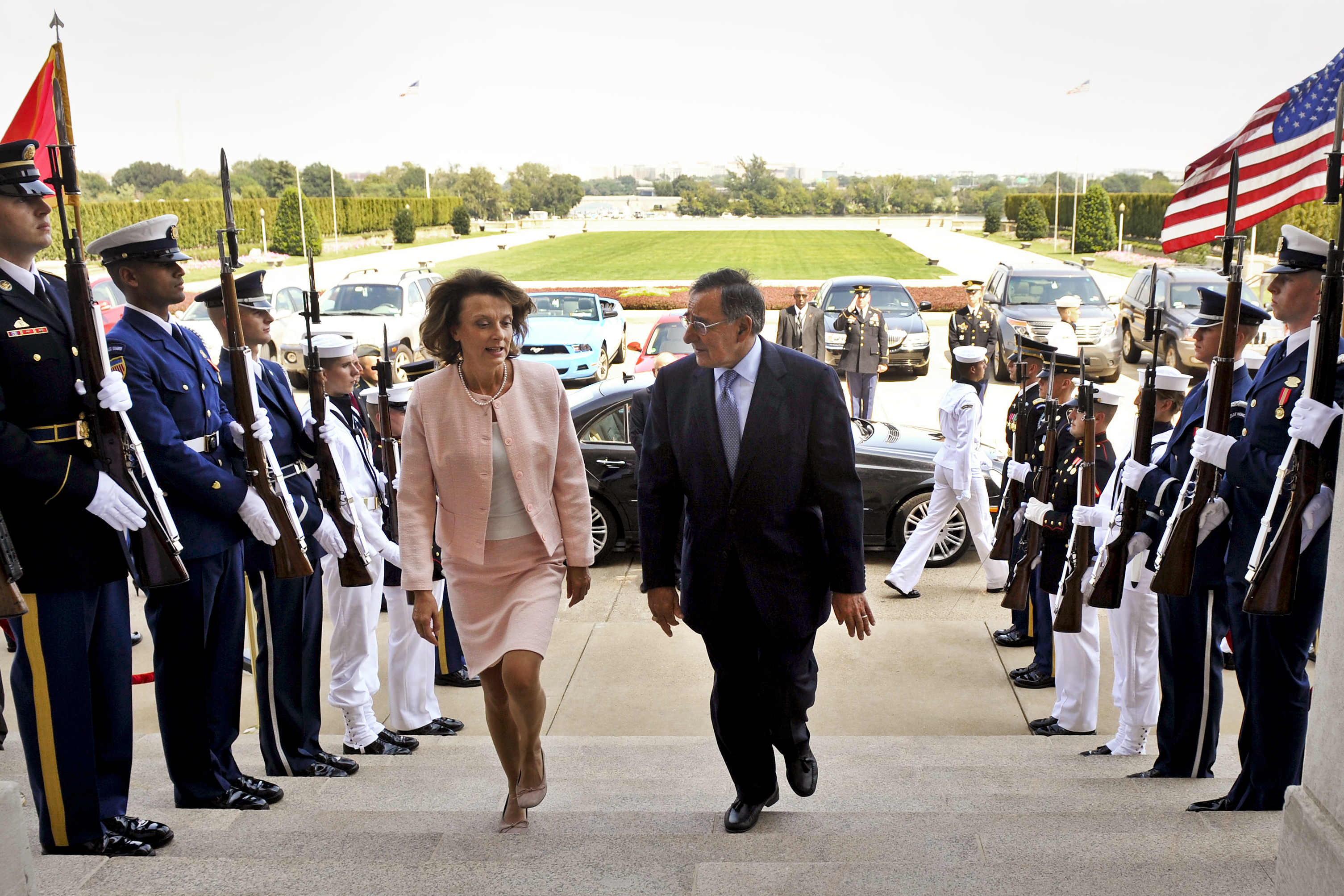
2012年9月6日，与美国国防部长莱昂·帕内塔在五角大楼会见

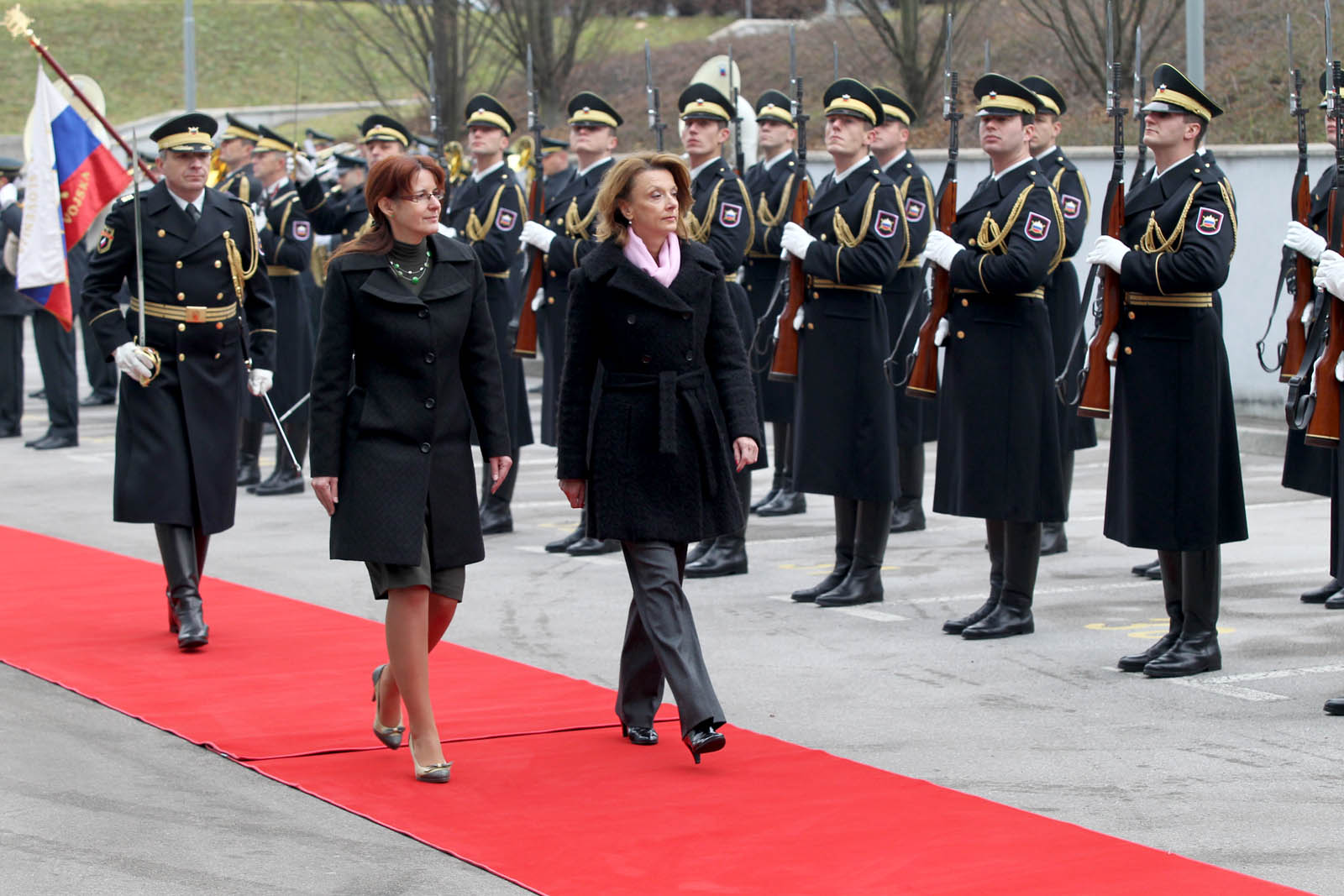
2015年，斯洛文尼亚

1959年生于尼克希奇。1982年毕业于铁托格勒的维尔科·弗拉霍维奇大学电气工程系，获学士学位。1984年毕业于贝尔格莱德大学，获硕士学位。1987年获通信工程博士学位。1983年开始任维尔科·弗拉霍维奇大学助教。1994年晋升副教授，1998年晋升教授。
1980年代末，她活跃于政治，在莫米尔·布拉托维奇的信任下担任南斯拉夫共產主義者聯盟组织委员会委员，1989年1月参加反官僚主义革命。南斯拉夫解體后，她支持塞爾維亞與蒙特內哥羅组建南斯拉夫联盟共和国。
1997年，黑山社会主义者民主党内部发生分裂，布拉托维奇和久卡诺维奇各成一派。她最初支持布拉托维奇，但在一次会议之后却突然倒戈，被久卡诺维奇为首的一派内定为主席。两人矛盾逐渐激化，布拉托维奇称她为“穿睡袍的玛塔·哈里”。她则指责布拉托维奇是一个矛盾的人，既是罗宾汉又是波尔布特。
她曾担任黑山电信公司董事会主席。有反对党指责她利用法律漏洞将公司私有化，法院判决她没有违反任何法律。她参与了2001年黑山电信公司招标工作，这是该国首次将电信运营商私有化。
2004年2月至2006年7月，任塞爾維亞與蒙特內哥羅驻比利时、卢森堡大使。黑山独立后，任驻法国、摩纳哥以及联合国教科文组织大使。
2012年，她在米洛·久卡諾維奇的内阁出任国防部长，并且担任黑山社会主义者民主党副主席。2016年卸任。
2018年，任黑山常驻联合国代表。
黑山社会主义者民主党在2020年8月30日黑山议会选举中落败后，她计划退党并组建一个新党。